# Red Hat Magazine

Red Hat Magazine est un mensuel informatique professionnel français disparu, publié de 2003 à 2004 (cinq numéro). En 2006, une version en langue anglaise continue d'être diffusée sur Internet. 
Destiné aux administrateurs de logiciels Linux, Red Hat Magazine a été créé en décembre 2003 par l'entreprise multinationale Red Hat, spécialisée dans les logiciels libres GNU/Linux. Les cinq premiers numéros, vendus en kiosque et par abonnement, ont été publiés en langue française. 